# Dmitri Nikolajewitsch Anutschin

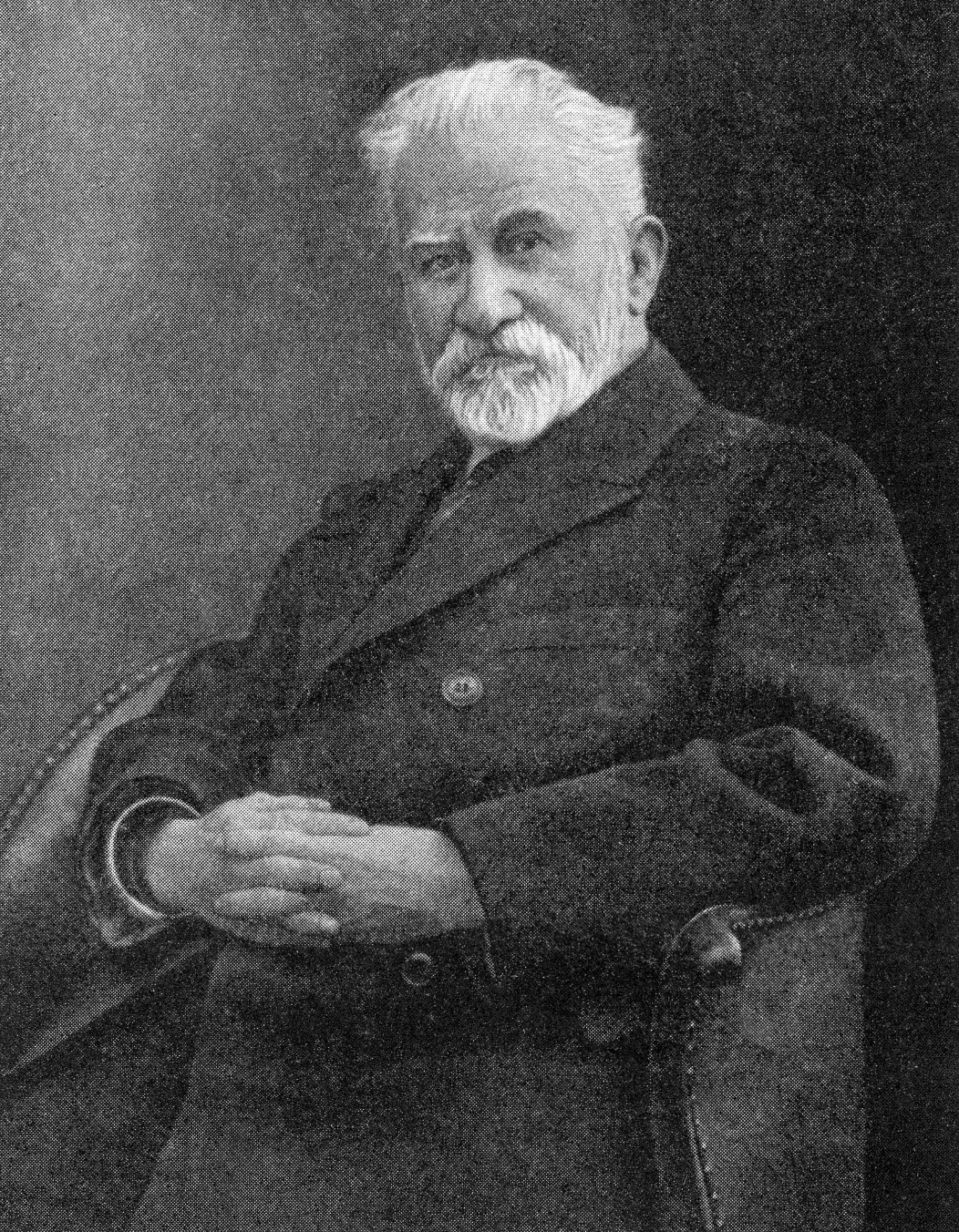
Dmitri Nikolajewitsch Anutschin

Dmitri Nikolajewitsch Anutschin (russisch Дми́трий Никола́евич Ану́чин; * 27. Augustjul. / 8. September 1843greg. in Sankt Petersburg; † 4. Juni 1923 in Moskau) war ein russischer Geograph, Ethnologe und Anthropologe.
1867 absolvierte er die Universität in Moskau, an der er ab 1880 Anthropologie lehrte und 1884 zum Professor ernannt wurde. Er richtete das Museum für Anthropologie ein und leitete das Geographische Institut. 1890 wurde er Präsident des Vereins der Liebhaber der Naturkunde, Anthropologie und Ethnographie in Moskau. Ab 1896 war er Mitglied der Akademie der Wissenschaften in St. Petersburg und ab 1898 deren Ehrenmitglied. 1915 gab er die erste gründliche Darstellung von Humboldts russisch-sibirischer Reise von 1829 heraus.
Nach ihm sind der Anutschin-Gletscher in der Antarktis und der Mondkrater Anuchin benannt.